# Oleg Gorobij
Oleg Vladimirovič Gorobij (in russo Олег Владимирович Горобий?; Voronež, 2 luglio 1971) è un ex canoista russo.
Ha vinto una medaglia di bronzo ad Atlanta 1996 nel K4 1000 m. Numerosi sono anche i titoli mondiali; dopo l'ultima medaglia di bronzo ai mondiali del 2003 si è ritirato.

## Palmarès
- Olimpiadi
  - Atlanta 1996: bronzo nel K4 1000 m.

- Mondiali
  - 1990: oro nel K4 500 m.
  - 1991: bronzo nel K4 500 m.
  - 1993: oro nel K4 500 m e bronzo nel K4 1000 m.
  - 1994: oro nel K4 200 m, K4 500 m e K4 1000 m.
  - 1995: oro nel K4 500 m e argento nel K4 200 m.
  - 1997: oro nel K4 200 m.
  - 1999: bronzo nel K4 200 m.
  - 2001: bronzo nel K4 200 m e K4 1000 m.
  - 2003: bronzo nel K4 500 m.